# Порт-Линкольн
Порт-Линкольн (Галиняла) — город в штате Южная Австралия около 280 км (по прямой) и 650 км (по автодорогам) к западу от Аделаиды.
Британский военно-морской исследователь Мэтью Флиндерс обнаружил гавань в феврале 1802 года, которую и назвал Порт-Линкольн, в честь английского города Линкольн, откуда он приплыл. Сначала именно Порт-Ликольн хотели сделать столицей штата Южная Австралия, но этому помешало плохое водоснабжение города.
Порт-Линкольн и его пригородные поселки составляют городской центр местного самоуправления Порт-Линкольн. Порт-Линкольн находится в избирательном округе Флиндерс и федеральном отделе Грей. Мэр — Питер Дэвис.
Экономика базируется на работе элеваторов (общей мощностью более 337,500 тонн), консервировании и переработке рыбы, выращивании овец и коров, производстве шерсти, а также выращивании тунца для японского рынка.